# Young Hercules
Young Hercules è una serie televisiva statunitense, prequel di Hercules.

## Trama
(La sigla della serie)
La serie narra le avventure di Hercules da giovane, interpretato da Ryan Gosling, assieme agli amici Iolao, Giasone e Lilith. I ragazzi sono i protagonisti di insolite avventure e duelli contro gli dèi. La storia è ambientata in una accademia per eroi gestita da Chirone, un centauro che addestra i ragazzi a combattere.

## Episodi
| Stagione       | Episodi | Prima TV originale | Prima TV Italia |
| -------------- | ------- | ------------------ | --------------- |
| Prima stagione | 50      | 1998-1999          | 2001-2002       |

## Premi e riconoscimenti

### Daytime Emmy Awards nominations
- Outstanding Sound Editing (1998)

### Writers Guild of America, USA
- Children's Script (2000)[2]